# فاليري ميزاغ
فاليري ميزاغ (بالفرنسية: Válery Mézague)‏ وهو لاعب كُرَة قَدَم كاميروني في مركز الوسط ولد في يوم 8 ديسمبر 1983 في مدينة مرسيلية في فرنسا وقد لعب مع نادي طولون ونادي بوري ونادي بانيتوليكوس ونادي فان ونادي شاتورو ونادي لوهافر ونادي سوشو ونادي بورتسموث ونادي مونبلييه ولعب أيضاً مع منتخب الكاميرون لكرة القدم وقد قتل في يوم 15 نوفمبر 2014 بإطلاق نار في تولون ولا تزال تفاصيل الجريمة مجهولة.

## روابط خارجية
- فاليري ميزاغ على موقع الاتحاد الدولي (مؤرشف)  (الإنجليزية)
- فاليري ميزاغ على موقع رابطة كرة القدم الفرنسية للمحترفين (الإنجليزية)
- فاليري ميزاغ على موقع قاعدة بيانات كرة القدم.إي يو (الإنجليزية)
- فاليري ميزاغ على موقع ناشيونال فوتبول تيمز (الإنجليزية)
- فاليري ميزاغ على موقع Soccerway.com (الإنجليزية)
- فاليري ميزاغ على موقع عالم كرة القدم.نت (الإنجليزية)